# Mario Camerini
Mario Camerini (Róma, 1895. február 6. – Gardone Riviera, 1981. február 4.) olasz filmrendező, forgatókönyvíró. Testvére, Augusto Camerini (1894–1972) olasz filmrendező, forgatókönyvíró volt.

## Életpályája
Az egyetemen jogi doktorátust szerzett. 1920-tól Augusto Genina filmrendezőnek a forgatókönyvírója, majd asszisztense volt, aki egyébként az unokatestvére volt.
Termékeny művész, a neorealizmus kibontakozása előtt az olasz filmművészet egyik legintenzívebb hatású filmrendezője volt. Első nagyobb szabású munkája egy némafilm Luciano Zuccoli Kif Tebbi (1928) című, Afrikában játszófó regénye nyomán. Igazi világa azonban a kispolgárság; az ő életüket ábrázolja lírai színekkel, sok-sok szeretettel. Műfaja a vígjáték, a könnyed komédia (Egy milliót adok, 1935; A háromszögletű kalap, 1935; Az emberek milyen gazemberek!, 1932). Kivételes technikai tudásáról az Odüsszeusz (1954) tanúskodik.

## Magánélete
1940-től Assia Noris (1912-1998) orosz színésznő volt a párja.

## Filmjei

### Filmrendezőként
- A csirkék háza (La casa dei pulcini) (1924) (forgatókönyvíró is)
- Saetta - Aki egy napig volt herceg (Saetta, principe per un giorno) (1924)
- Maciste a sejk ellen (Maciste contro lo sceicco) (1926) (forgatókönyvíró is)
- Kif Tebbi (1928)
- Sinek (Rotaie) (1929) (forgatókönyvíró is)
- Figaro és az ő nagy napja (Figaro e la sua gran giornata) (1931)
- Az utolsó kaland (L'ultima avventura) (1932) (forgatókönyvíró is)
- Az emberek milyen gazemberek! (Gli uomini, che mascalzoni...) (1932) (forgatókönyvíró is)
- Mindig szeretni foglak (Je vous aimerai toujours) (1933) (forgatókönyvíró is)
- Száz ilyen nap (Cento di questi giorni) (1933) (forgatókönyvíró is)
- A sárga (Giallo) (1934)
- A háromszögletű kalap (Il cappello a tre punte) (1935)
- Egy milliót adok (Darò un milione) (1935) (forgatókönyvíró is)
- A nagy felhívás (Il grande appello) (1936)
- Max úr (Il signor Max) (1937) (forgatókönyvíró is)
- Mint a levelek (Come le foglie) (1938) (forgatókönyvíró is)
- A férfi, aki nem tud nemet mondani (Der Mann, der nicht nein sagen kann) (1938) (forgatókönyvíró is)
- Lányok a kirakatban (1939)
- Zsebtolvaj a feleségem (1939)
- A dokumentum (Il documento) (1939) (forgatókönyvíró is)
- Százezer dollár (1940)
- Egy romantikus kaland (Una romantica avventura) (1940) (forgatókönyvíró is)
- Sorsok a viharban (1941)
- Mindent érted (1942) (forgatókönyvíró is)
- Két névtelen levél (Due lettere anonime) (1945) (forgatókönyvíró is)
- Az angyal és az ördög (L'angelo e il diavolo) (1946) (forgatókönyvíró is)
- A kapitány lánya (La figlia del capitano) (1947) (forgatókönyvíró is)
- Álmok az után (Molti sogni per le strade) (1948) (forgatókönyvíró is)
- Musolino, a bandita (Il brigante Musolino) (1950) (forgatókönyvíró is)
- Két feleség túl sok (Due mogli sono troppe) (1950) (forgatókönyvíró is)
- A vasárnap hősei (1952) (forgatókönyvíró és producer is)
- Feleség egy éjszakára (Moglie per una notte) (1952) (forgatókönyvíró is)
- Odüsszeusz (1954) (forgatókönyvíró is)
- A szép molnárné (1955) (forgatókönyvíró is)
- Letizia nővér (Suor Letizia) (1956) (forgatókönyvíró is)
- Nyaralás pénz nélkül (1957) (forgatókönyvíró is)
- Első szerelem (Primo amore) (1959) (forgatókönyvíró is)
- Via Margutta (1960) (forgatókönyvíró is)
- Crimen (1960)
- Olasz banditák (I briganti italiani) (1961)
- A hindu templom rejtélye (Il mistero del tempio indiano) (1963)
- A bűntény majdnem sikerült (1966) (forgatókönyvíró is)
- Én nem látok, te nem beszélsz, ő nem hall (1971) (forgatókönyvíró is)

### Forgatókönyvíróként
- Cirano di Bergerac (1923)
- Ma este 11 órakor (Stasera alle undici) (1938)
- Háború és béke (1956)